# 田中健太郎 (空手家)
田中 健太郎（たなか けんたろう、男性、1981年（昭和56年）3月29日 - ）は、日本の空手家。神奈川県出身。極真空手を経て、現在は至誠空手道場の館長である。

## 人物・来歴
神奈川県横浜市出身。
14歳のときに極真会館（松井派）横浜港南支部に入門。
2003年、弱冠22歳で川崎中原支部の支部長に就任。
2004年、2009年には極真会館（松井派）主催の全日本空手道選手権大会で優勝するなど選手としても活躍。

## 成績（松井派主催）
- 1998年 第4回全日本青少年大会 高校生の部 70kg超級 優勝
- 1999年 第16回全日本ウェイト制選手権大会 軽重量級 3位
- 2000年 第17回全日本ウェイト制選手権大会 軽重量級 優勝
- 2000年 第32回全日本空手道選手権大会 7位入賞
- 2001年 第2回全世界ウエイト制選手権大会 軽重量級 3位
- 2001年 アメリカズカップ2001 準優勝
- 2001年 第33回全日本空手道選手権大会 7位
- 2002年 第34回全日本空手道選手権大会 3位
- 2003年 第8回全世界空手道選手権大会 ベスト32
- 2004年 第36回全日本空手道選手権大会 優勝
- 2005年 第37回全日本空手道選手権大会 8位
- 2005年 第3回全世界ウェイト制選手権大会 軽重量級 優勝
- 2006年 第38回全日本空手道選手権大会 7位
- 2007年 第9回全世界空手道選手権大会 ベスト16
- 2008年 第40回全日本空手道選手権大会 3位
- 2009年 第41回全日本空手道選手権大会 優勝（2度目）
- 2009年 第4回全世界ウェイト制選手権大会 軽重量級 優勝（2度目）
- 2010年 第42回全日本空手道選手権大会 3位